# Battaglia di Mount Harriet
La battaglia di Mount Harriet avvenne nella notte tra l'11 e il 12 giugno 1982 durante la guerra delle Falkland, combattuta tra marines britannici dei Royal Marines e truppe argentine.

## Ordine di battaglia

### Regno Unito
- 42° Commando Royal Marines

### Argentina
- 4º Reggimento di Fanteria